# Njonoksa
Njonoksa (ryska Нёнокса) är en by i länet Archangelsk oblast i Ryssland. Folkmängden uppgick till 468 invånare vid folkräkningen 2010. Byn ligger under staden Severodvinsks administration.